# Estado de origen de aplicación de recursos
El Estado de origen de aplicación de recursos es un estado financiero auxiliar,  que informa sobre los cambios ocurridos en la situación financiera de la entidad  entre dos fechas y también se le suele conocer como el "estado de fuentes y aplicación de fondos" o  "estado de fuentes y uso de fondos".

## Características
Este estado complementa la información para el usuario de los estados financieros sobre las fuentes y orígenes de los recursos de la entidad, así como su aplicación y empleo durante el mismo periodo. Esto es, los cambios sufridos por la entidad en su estructura financiera entre dos fechas, indicando al comparar las cifras presentadas en los estados financieros aquellas que sufrieron alguna modificación, cuales representan para la empresa un origen de recursos y la aplicación que se hizo de ellos. 
La base para su formulación es el estado de situación financiera elaborado en forma comparativa, documento que permite que se determinen los cambios habidos y tanto en aumentos como en disminuciones.

### Origen
Se considera que es un origen cuando existe una disminución en una cuenta de activo (-), aumenta una cuenta de pasivo (+) o una cuenta de capital contable (+). 

### Aplicación
Se considera aplicación cuando aumenta una cuenta de activo (+), disminuye una cuenta de pasivo (-) y de capital contable (-).